# Хромичева Стефанія Йосипівна
Стефанія Йосипівна Хромичева (27 листопада 1914, село Чернятин?, тепер Городенківського району Івано-Франківської області — ?, місто Городенка Городенківського району Івано-Франківської області) — українська радянська діячка, новатор сільськогосподарського виробництва, голова колгоспу імені Івана Франка села Чернятин Городенківського району Івано-Франківської області. Герой Соціалістичної Праці (31.12.1965). Депутат Верховної Ради УРСР 4—7-го скликань.

## Життєпис
Народилася у бідній селянській родині. Батько виїхав на заробітки за океан, в Канаду, де й загинув.
З юних років наймитувала у заможних селян. Після захоплення Галичини Червоною армією, навесні 1940 року вступила до колгоспу Городенківського району Станіславської області, працювала ланковою.
Після німецько-радянської війни — ланкова, завідувач ферми колгоспів у селах Ясенів-Пільний та Глушків Городенківського району Станіславської області. Ланка Хромичевої відзначалася вирощуванням високих врожаїв цукрових буряків: збирали по 600 центнерів цукрових буряків з гектара на площі 5 га.
Член ВКП(б) з 1949 року.
До 1953 року — секретар партійної організації колгоспу імені Сталіна села Ясенів-Пільний Городенківського району Станіславської області.
У 1953—1970 роках — голова колгоспу імені Будьонного (потім — імені Чкалова, імені Івана Франка) села Чернятин Городенківського району Станіславської (Івано-Франківської) області. За вміле керівництво багатогалузевим господарством, за високі показники його розвитку Хромичева була  удостоєна звання Героя Соціалістичної Праці.
Потім — на пенсії у місті Городенці Городенківського району Івано-Франківської області.

## Нагороди
- Герой Соціалістичної Праці (31.12.1965)
- три ордени Леніна (,26.02.1958, 31.12.1965)
- ордени
- медалі
- Почесна грамота Президії Верховної Ради Української РСР (26.11.1964)